# Mustelus griseus
Mustelus griseus är en hajart som beskrevs av Pietschmann 1908. Mustelus griseus ingår i släktet Mustelus och familjen hundhajar. IUCN kategoriserar arten globalt som otillräckligt studerad. Inga underarter finns listade i Catalogue of Life.